# Susan Wokoma
Susan Indiaba Wokoma (Peckham, 31 dicembre 1987) è un'attrice britannica.
Ha origini nigeriane.

## Filmografia parziale

### Cinema
- Half of a Yellow Sun, regia di Biyi Bandele (2013)
- The Inbetweeners 2, regia di Damon Beesley e Iain Morris (2014)
- Burn Burn Burn, regia di Chanya Button (2015)
- Enola Holmes, regia di Harry Bradbeer (2020)
- Save the Cinema, regia di Sara Sugarman (2022)
- The Loneliest Boy in the World, regia di Martin Owen (2022)
- Enola Holmes 2, regia di Harry Bradbeer (2022)
- Bonus Track, regia di Julia Jackman (2023)
- The Beautiful Game, regia di Thea Sharrock (2024)

### Televisione
- That Summer Day - film TV (2006)
- Hotel Trubble - serie TV, 5 episodi (2011)
- Bluestone 42 - serie TV, 3 episodi (2015)
- Horrible Science - serie TV, 10 episodi (2015)
- Crashing - serie TV, 3 episodi (2016)
- Chewing Gum - serie TV, 10 episodi (2015-2017)
- Porters - serie TV, 9 episodi (2017-2019)
- Year of the Rabbit - miniserie TV, 6 episodi (2019)
- Truth Seekers - serie TV, 8 episodi (2020)
- Cheaters - serie TV, 18 episodi (2022)

## Doppiatrici italiane
Nelle versioni in italiano delle opere in cui ha recitato, Susan Wokoma è stata doppiata da:
- Eva Padoan in The Beautiful Game